# كاميلا تومسن
كاميلا تومسن (1 نوفمبر 1974 في الدنمارك - ) (بالدنماركية: Camilla Thomsen)‏ هي لاعبة كرة يد دانمركية. شاركت في الألعاب الأولمبية الصيفية 2004.

## وصلات خارجية
- كاميلا تومسن على موقع الاتحاد الأوروبي لكرة اليد (الإنجليزية)
- كاميلا تومسن على موقع اللجنة الأولمبية الدولية (الإنجليزية)
- كاميلا تومسن على موقع أوليمبيديا (الإنجليزية)